# Río Nuevo (Bahía Inútil)
El río Nuevo es un curso natural de agua que desemboca en la bahía Inútil de la isla Grande de Tierra del Fuego.

## Trayecto
El río nace en los Altos del Boquerón y fluye con dirección general sureste hasta desembocar en el extrem oriental de la bahía Inútil.

## Historia
Luis Risopatrón lo describe brevemente en su Diccionario Jeográfico de Chile de 1924:: 595 
Nuevo (Rio) 53° 20' 69° 30'. Afluye del NW al puerto Nuevo, en la costa NE de la bahía Inútil, de la isla Grande de Tierra del Fuego. 156; i Celmira en 151, VIII, croquis de Popper (1887)?